# Грасс-Рейндж (Монтана)
Грасс-Рейндж (англ. Grass Range) — місто (англ. town) в США, в окрузі Фергус штату Монтана. Населення — 110 осіб (2010).

## Географія
Грасс-Рейндж розташований за координатами 47°1′34″ пн. ш. 108°48′11″ зх. д. / 47.02611° пн. ш. 108.80306° зх. д. (47.026239, -108.803148). За даними Бюро перепису населення США в 2010 році місто мало площу 0,39 км², уся площа — суходіл. В 2017 році площа становила 0,36 км², уся площа — суходіл.

## Демографія
Згідно з переписом 2010 року, у місті мешкало 110 осіб у 61 домогосподарстві у складі 29 родин. Густота населення становила 284 особи/км². Було 82 помешкання (212/км²).
Расовий склад населення:
| - 99,1 % — білих |

До двох чи більше рас належало 0,9 %. Частка іспаномовних становила 0,0 % від усіх жителів.
За віковим діапазоном населення розподілялося таким чином: 13,6 % — особи молодші 18 років, 56,4 % — особи у віці 18—64 років, 30,0 % — особи у віці 65 років та старші. Медіана віку мешканця становила 55,5 року. На 100 осіб жіночої статі у місті припадало 115,7 чоловіків; на 100 жінок у віці від 18 років та старших — 111,1 чоловіків також старших 18 років.
Середній дохід на одне домашнє господарство становив 37 252 долари США (медіана — 25 625), а середній дохід на одну сім'ю — 50 733 долари (медіана — 38 000). За межею бідності перебувало 41,7 % осіб, у тому числі 41,2 % дітей у віці до 18 років та 21,7 % осіб у віці 65 років та старших.
Цивільне працевлаштоване населення становило 52 особи. Основні галузі зайнятості: сільське господарство, лісництво, риболовля — 23,1 %, освіта, охорона здоров'я та соціальна допомога — 21,2 %, мистецтво, розваги та відпочинок — 17,3 %.